# بنيوية
البنيوية (بالإنجليزية: Structuralism) هي تيار فكري ونهج ميثودلوجي مهتم في المقام الأول بالعلوم الاجتماعية، التي تفسر عناصر الثقافة الإنسانية عن طريق علاقتها مع نظام أوسع معين. تهدف البنيوية إلى كشف الأنماط البنيوية التي تكمن وراء جميع الأشياء التي يفعلها الإنسان، ويفكر فيها، ويدركها ويحس بها.

على نحو مغاير، يمكن تعريف البنيوية وفقًا لتلخيص الفيلسوف سيمون بلاكبيرن:
«الاعتقاد بأن ظواهر الحياة الإنسانية غير مفهومة إلا من خلال علاقاتها المتبادلة. تشكل هذه العلاقات بنية، إذ توجد قوانين ثابتة للبنية المجردة وراء الاختلافات المحلية في الظواهر السطحية».
تطورت البنيوية في أوروبا في أوائل القرن العشرين، بشكل رئيسي في فرنسا والإمبراطورية الروسية، من خلال اللسانيات البنيوية الخاصة بفردينان دو سوسير ومدارس اللسانيات اللاحقة في براغ، وموسكو وكوبنهاغن. باعتبارها حركة فكرية، أصبحت البنيوية وريثة الوجودية. بعد الحرب العالمية الثانية، لجأ عدد من باحثي الإنسانيات إلى استعارة مفاهيم سوسور واستخدامها في مجالات اختصاصهم. كان عالم الأنثروبولوجيا كلود ليفي ستروس في طليعة هؤلاء الباحثين، ممن أثاروا اهتمامًا واسع النطاق في البنيوية.
بدأ منذ ذلك الحين تطبيق النمط البنيوي للاستدلال على نطاق متنوع من المجالات، بما في ذلك علم الإنسان، وعلم الاجتماع، وعلم النفس، والنقد الأدبي والاقتصاد والهندسة المعمارية. إلى جانب ليفي ستروس، يُعد كل من اللغوي رومان ياكوبسون والمحلل النفسي جاك لاكان من أبرز المفكرين المرتبطين بالبنيوية.
بحلول أواخر ستينيات القرن العشرين، تعرضت العديد من مبادئ البنيوية الأساسية لهجوم من موجة جديدة من المفكرين / الفلاسفة، على نحو بارز الفرنسيين منهم، مثل المؤرخ ميشيل فوكو، وجاك دريدا، والفيلسوف الماركسي لويس ألتوسير والناقد الأدبي رولان بارت. على الرغم من ارتباط عناصر عملهم بالضرورة مع البنيوية واستفادتهم منها، وُصف هؤلاء المنظرين في نهاية المطاف باعتبارهم ما بعد بنيويين. ما تزال تأثيرات العديد من مؤيدي البنيوية، مثل لاكان، قائمة على الفلسفة القارية ويمكن النظر إلى العديد من الافتراضات الجوهرية لبعض نقاد البنيوية ما بعد البنيويين باعتبارها استمرارًا للتفكير البنيوي.

## خلفية ولمحة تاريخية
يُعد مصطلح البنيوية مبهمًا، فقد يشير إلى العديد من المدارس الفكرية المختلفة ضمن العديد من السياقات المختلفة. على هذا النحو، ترتبط حركة البنيوية في الإنسانيات والعلوم الاجتماعية بعلم الاجتماع. أسس إميل دوركهايم مفهومه الاجتماعي على «البنية» و«الوظيفة»، إذ ساهم عمله في نشأة النهج الاجتماعي للوظائفية البنيوية.
إلى جانب استخدام دوركهايم لمصطلح البنية، أصبح المفهوم السيميولوجي لفردينان دو سوسير جوهريًا في البنيوية. نظر سوسير إلى اللغة والمجتمع باعتبارهما نظامًا من العلاقات. كان نهج اللسانيات لسوسير أيضًا بمثابة دحض للسانيات التطورية.
طوال أربعينيات وخمسينيات القرن العشرين، بقيت الوجودية، مثل تلك التي وضعها جان بول سارتر، الحركة الفكرية المهيمنة في أوروبا. برزت البنيوية في فرنسا في أعقاب الوجودية، على وجه التحديد في ستينيات القرن العشرين. أدت الشعبية الأولية التي لاقتها البنيوية في فرنسا إلى انتشارها على نطاق أوسع في جميع أنحاء العالم. بحلول أوائل ستينيات القرن العشرين، أصبحت البنيوية حركة مستقلة بحد ذاتها واعتقد البعض بأنها قادرة على توفير نهج موحد واحد للحياة الإنسانية من شأنه تبني جميع التخصصات المختلفة.
يُعد عالم اللسانيات الوظيفية الروسي رومان جاكوبسون شخصية محورية في تكييف التحليل البنيوي مع التخصصات التي تتجاوز اللسانيات، بما في ذلك الفلسفة، والأنثروبولوجيا والنظرية الأدبية. كان لجاكوبسون تأثير جوهري على عالم الأنثروبولوجيا كلود ليفي ستروس، الذي قدّمت أعماله للمرة الأولى مصطلح البنيوية في إشارة إلى العلوم الاجتماعية.  ساهم عمل ليفي ستروس بدوره في ظهور الحركة البنيوية في فرنسا، التي تُعرف أيضًا باسم البنيوية الفرنسية، ليمتد تأثيرها إلى كتّاب آخرين، ممن تنكر معظمهم لها معتبرين أنفسهم خارج هذه الحركة. شمل ذلك العديد من الكتّاب أمثال لوي بيير ألتوسير والمحلل النفسي جاك لاكان، بالإضافة إلى الماركسية البنيوية لنيكو بولانتزاس. وجه كل من رولان بارت وجاك دريدا تركيزهما نحو كيفية تطبيق البنيوية على الأدب.
بناء على ذلك، ظهر ما يُعرف باسم «عصابة الأربعة» البنيوية التي تضم ليفي ستروس، ولاكان، وبارت وميشال فوكو.

### سوسير
ترتبط أصول البنيوية بأعمال فردينان دو سوسير في اللسانيات إلى جانب اللسانيات العائدة إلى مدرستي براغ وموسكو. باختصار، طرحت اللسانيات البنيوية لسوسير ثلاثة مفاهيم مترابطة.
1. جادل سوسير بوجود فرق بين «اللونغه» langue (التجريد المثالي للغة) «البارول» parole (اللغة المستخدمة بشكلها الفعلي في الحياة اليومية). جادل سوسير بأن «العلامة» أو «الدلالة» مكونة من «مدلول» (signifié، أي الفكرة أو المفهوم المجرد) و«دالّ» (signifiant، أي الصورة الصوتية / البصرية المدركة).
2. نظرًا إلى امتلاك اللغات المختلفة كلمات مختلفة للإشارة إلى نفس الأشياء أو المفاهيم، فلا يوجد أي سبب جوهري لاستخدام دالّ معين من أجل التعبير عن فكرة أو مفهوم ما. يصبح هذا بالتالي «اعتباطيًا».
3. تكسب العلامات معناها من علاقاتها وتتناقض مع العلامات الأخرى. وفقًا لما كتب سوسير، «في اللغة، توجد فقط اختلافات «دون مصطلحات إيجابية»».

### ليفي ستورس
رفضت البنيوية مفهوم حرية الإنسان وقدرته على الاختيار، فركزت عوضًا من ذلك على الطريقة التي يمكن من خلالها تحديد التجربة والسلوك الإنسانيين عبر البنى المختلفة. يمثل مجلد البنى الابتدائية للقرابة الذي نشره ستروس في عام 1949 العمل الأولي الأكثر أهمية في هذا النطاق. كان ليفي ستروس على معرفة برومان جاكوبسون نتيجة وجودهما معًا في ذا نيو سكول خلال الحرب العالمية الثانية، إذ تأثر ليفي ستروس ببنيوية جاكوبسون، بالإضافة إلى التقليد الأنثروبولوجي الأمريكي.
في عمله البنى الابتدائية، اختبر ليفي ستروس أنظمة القرابة من وجهة نظره البنيوية وأظهر كيفية تشكيل المنظمات الاجتماعية المختلفة كما يتضح لمجموعات تبديلية مختلفة من بنى القرابة الأساسية. في أواخر عام 1958، نشر ليفي ستروس الأنثروبولوجيا الهيكلية، التي ضمت مجموعة من المقالات المحددة لبرنامجه الخاص بالبنيوية.

## تاريخ البنيوية
برزت البنيوية في بدايتها في مطلع القرن التاسع عشر ضمن حقل علم النفس، لكن نجمها سطع فعلا في منتصف القرن العشرين حين لاقت شعبية منقطعة النظير مخترقة جميع أنواع العلوم والتخصصات. ظهرت البنيوية كمنهج ومذهب فكري على أنها ردة فعل على الوضع (الذري) (من ذرة: أصغر أجزاء المادة) الذي ساد العالم الغربي في بداية القرن العشرين، وهو وضع تغذى من وأنعكس على تشظي المعرفة وتفرعها إلى تخصصات دقيقة متعددة تم عزلها بعضها عن بعض لتجسد من ثم (إن لم تغذ) مقولة الوجوديين حول عزلة الإنسان وانفصامه عن واقعه والعالم من حوله، وشعوره بالإحباط والضياع والعبثية، ولذلك ظهرت الأصوات التي تنادي بالنظام الكلي المتكامل والمتناسق الذي يوحد ويربط العلوم بعضها ببعض، ومن ثم يفسر العالم والوجود ويجعله مرة أخرى بيئة مناسبة للإنسان.
ولا شك أن هذا المطلب مطلب (عقدي) إيماني، إذ أن الإنسان بطبعه بحاجة إلى (الإيمان). ولم يشبع هذه الرغبة ما كان وما زال سائدا من المعتقدات الأيديولوجية، خاصة الماركسية والنظرية النفسية الفرويدية، فقد افتقرت مثل تلك المذاهب إلى الشمول الكافي لتفسير الظواهر عامة، وكذلك إلى (العلمية) المقنعة، ظهرت البنيوية (ولعلها ما زالت) كمنهجية لها إيحاءاتها الإيديولوجية بما أنها تسعى لأن تكون منهجية شاملة توحد جميع العلوم في نظام إيماني جديد من شأنه أن يفسر علميا الظواهر الإنسانية كافة، علمية كانت أو غير علمية. من هنا كان للبنيوية أن ترتكز مرتكزا معرفيا (إبستيمولوجيا).
فاستحوذت علاقة الذات الإنسانية بلغتها وبالكون من حولها على اهتمام الطرح البنيوي في عموم مجالات المعرفة: الفيزياء، والرياضيات، والانثروبولوجيا، وعلم الاجتماع، والفلسفة والأدب. وركزت المعرفة البنيوية على كون (العالم) حقيقة واقعة يمكن للإنسان إدراكها. ولذلك توجهت البنيوية توجها شموليا إدماجيا يعالج العالم بأكمله بما فيه الإنسان. أبرز من عمل ضمن اطارها وعمل على تطويرها: فريديناند دي سوسير وكلود ليفي شتراوس.
مفاهيم البنيوية: تستند البنيوية إلى مجموعة من المصطلحات والمفاهيم الإجرائية في عملية الوصف والملاحظة والتحليل وهي أساسية في تفكيك النص وتركيبه كالنسق والنظام والبنية والداخل والعناصر والشبكة والعلاقات والثنائيات وفكرة المستويات وبنية التعارض والاختلاف والمحايثة والسانكرونية والدياكرونية والدال والمدلول والمحور التركيبي والمحور الدلالي والمجاورة والاستبدال والفونيم والمورفيم والمونيم والتفاعل، والتقرير والإيحاء، والتمفصل المزدوج.الخ.
وهذه المفاهيم ستشتغل عليها فيما بعد كثير من المناهج النقدية ولاسيما السيميوطيقا الأدبية والأنتروبولوجيا والتفكيكية والتداوليات وجمالية القراءة والأسلوبية والموضوعاتية.
أنواع البنيوية:إذا تأملنا البنيوية جيدا وبعمق دقيق باعتبارها مقاربة ومنهجا وتصورا فإننا سنجد بنيويات عدة وليس بنيوية واحدة: فهناك البنيوية اللسانية مع دوسوسور ومارتنيه وهلمسليف وجاكبسون وتروبوتسكوي وهاريس وهوكيت وبلومفيلد. والبنيوية السردية Narratologie مع رولان بارت وكلود بريمون وجيرار جنيت. والبنيوية الأسلوبية stylistique مع ريفاتير وليو سبيتزر وماروزو وبيير غيرو، وبنيوية الشعر مع جان كوهن ومولينو وجوليا كريستيفا ولوتمان. والبنيوية الدراماتورجية أو المسرحية Dramaturgie مع هيلبو. أو البنيوية السينمائية مع كريستيان ميتز. والبنيوية السيميوطيقية مع غريماس وفيليب هامون وجوزيف كورتيس. والبنيوية النفسية مع جاك لاكان وشارل مورون، والبنيوية الأنتروبولوجية خاصة مع زعيمها كلود ليڤي شتراوس الفرنسي وفلاديمير بروب الروسي، والبنيوية الفلسفية مع جان بياجيه وميشيل فوكو وجاك دريدا ولوي ألتوسير.
البنيوية التكوينية: (Genetie Structuralism) البنيوية التكوينية، أو التوليدية، فرع من فروع البنيوية نشأ استجابة لسعي بعض المفكرين والنقاد الماركسيين للتوفيق بين طروحات البنيوية، في صيغتها الشكلية، وأسس الفكر الماركسي أو الجدلي، كما يسمى أحيانا، في تركيزه على التفسير المادي الواقعي للفكر والثقافة عموما. أسهم عدد من المفكرين في صياغة هذا الاتجاه منهم المجري جورج لوكاش، والفرنسي بيير بورديو. غير أن المفكر الأكثر إسهاما من غيره في تلك الصياغة هو الفرنسي الروماني الأصل لوسيان غولدمان. وكانت طروحات غولدمان نابعة وبشكل أكثر وضوحا من طروحات المفكر والناقد المجري جورج لوكاش الذي طور النظرية النقدية الماركسية باتجاهات سمحت لتيار كالبنيوية التكوينية بالظهور وعلى النحو الذي ظهرت به، في الوقت الذي أفاد فيه أيضا من دراسات عالم النفس السويسري جان بياجيه، وقد أشار غولدمان إلى تأثير بياجيه تحديدا في استعماله لمصطلح (البنيوية التكوينية): (لقد عرفنا أيضا العلوم الإنسانية الوضعية، وبتحديد أكثر المنهج الماركسي بتعبير مماثل تقريبا (استعرناه، علاوة على ذلك، من جان بياجيه)، هو البنيوية التكوينية.

## خصائص المدرسة البنيوية
- منهج تحليل شمولي يكشف العلاقات التي تعطي لعناصر البناء قيمة وضعها في كل منتظم.
- يرتكز التحليل البنيوي على تحليل العناصر المكونة للموضوع وطريقة قيامها بوظائفها، ويترك المناهج الأخرى تتناول العالم الخارجي.
- يهدف المنهج البنيوي إلى إعادة بناء الظاهرة على نحو موضوعي يكشف قوانينها ووظائفها، فالبنية نتيجة التحليل والتركيب.
- تعدد المعنى حيث أن البنية تتسع لدلالات عدة تنتجها المستويات البنائية والعلاقات المعقدة في تفاعلها المستمر.
- لا يهدف المنهج البنيوي إلى تقييم العمل الأدبي بالجودة أو الرداءة وإنما غايته التحليل الذي يكشف عن تجربة النص، نظامها، عناصرها، علاقاتها، ومستوياتها.[8]

## الاتجاهات البنيوية
- البنيوية النقدية: ترى أن الأدب نظاماً رمزياً يحوي اللغـة، فأعادوا تعريف العنصر الأساسي للبنى اللغوية (الإشـارة)، حيث أعلنوا أنها ليست اسماً لمسمى، وإنما هي كل مركب يربط الصورة السمعية (الـدال) بـالمفهوم (المدلول)، وجعل العلاقة بينهما اعتباطية. ورأوا أن "اللغة نظام من الإشارات تعبر عـن الأفكـار، فهي لذلك تقارن بنظام كتابة الأبجدية الصامتة، والطقوس الرمزية، والصيغ الـسياسية، والـشارات العسكرية... الخ. فحولوا الأدب إلى منطق مثل المسائل الحسابية

- البنيوية الاجتماعية: نظرية نقدية تنطلق من حقيقة بديهية، مفادها أن الكتابة مستوى اجتماعي في مستويات اجتماعية أخرى وهي لا تترجم سوى حقائق زمنها، وتدور حول ثنائيات: الأدب والحياة، الأدب والمجتمع، الأدب والواقع الأدب والإنـسان، الأدب والتاريخ. الأمر الذي يؤكد على أنه لا قيمة للكتابة إلا عبر إضافتها إلى علاقة أخرى متغيـرة فـي المضمون والشكل داخل مجرى التاريخ وضفاف.

- البنيوية الفلسفية: تستهدف البنيوية الحذر والحرص على الموضوعية فالنسق هو عبارة عـن تفكير بارد يفتقر إلى الحماس، لا علاقة له بأشخاص، شيد بعيداً عن الذات الفردية أو الجمعيـة ، ولا يعترف بوجود ذات قادرة على التعبير وعلى العمل المستقل، فالعلوم الإنسانية ليست سوى محطة في تاريخ الفكر الإنساني، والإنسان اختراع حديث العهد؛ صورة لا يتجاوز عمرها مئتي عام ، فهو مجرد انعطـاف وسيختفي بصفته موضوعًا للمعرفة، وذلك عندما تتخذ المعرفة شكلاً جديدًا آخر

- البنيوية النفسية: انتقلـت البؤرة النقدية من سيكولوجية المؤلف – أو بديله ، أي الشخصية إلى سيكولوجية القارئ ، ومنها إلـى العلاقات بين المؤلف والقارئ والنص واللغة – والتسمية وضعها فرويد عندما بدل نهجه العلاجـي كعلاج يبغي الكشف عن الكبت والجهر بما كان قد جرى إنكاره، والـسبب الـذي يجعل التحدث عن الأدب أمراً مناسباً للتحليل النفسي ، هو أن لديه ما يقوله عن اللغة ، فهو أولاً وقبل كل شيء العلاج الناطق "إذ أن العلاج ينطلق من الحوار بين المريض والمحلل ، أما مادة التـشخيص فهي لغوية إلى حد بعيد" [9]